# Plumarella pellucida
Plumarella pellucida is een zachte koraalsoort uit de familie Primnoidae. De koraalsoort komt uit het geslacht Plumarella. Plumarella pellucida werd in 2004 voor het eerst wetenschappelijk beschreven door Cairns & Bayer. 